# La Azucarera (Toro)
La Azucarera, referido a veces también como La Estación, es una localidad del municipio de Toro, en la provincia de Zamora, comunidad autónoma de Castilla y León, España.
Se sitúa a las afueras de la localidad de Toro, formando parte de esta zona la azucarera, uno de los motores económicos del municipio de Toro, y la estación de trenes.

## Demografía
Este asentamiento ha perdido gran parte de su población desde que existen registro, con solo 10 habitantes censados en 2017.
| Evolución de la demografía de La Azucarera entre 2000 y 2017     |                                                                  |
| ---------------------------------------------------------------- | ---------------------------------------------------------------- |
| Gráfico no disponible temporalmente debido a problemas técnicos. |                                                                  |
| Fuente:Instituto Nacional de Estadística                         |                                                                  |
| Gráfica elaborada por: Wikipedia                                 |                                                                  |
|                                                                  | Gráfico no disponible temporalmente debido a problemas técnicos. |